# Elin Lydersdotter
Elin Lydersdotter var en svensk adelsdam tillhörig det östgötska högfrälset, född ca 1327 som dotter till en frälseman Lyder (sannolikt Voss), död tidigast 1377.  
Elin (Elena, Helena) Lydersdotter (även Lydarsdotter) nämns första gången 1336 och sista gången 1377.

## Lars Lyderssons ätt
Elin Lydersdotter och hennes bror Lars tillhörde "Lars Lyderssons ätt". Skölden var styckad i (1) en utskjutande halv 6-stjärna och (2) en framkommande nedvänd vinge. Elins och Lars' patronymika tyder enligt Raneke på tyskt ursprung. Sannolikt var föräldrarna Lyder Voss (Foss, Fos), vars sköld bestod av en räv med hängande rävsvans, och en till namnet okänd dotter till Lars Bengtsson (kluven sköld med halv 8-stjärna och halv nedvänd vinge). Fadern, Lyder Voss (känd 1310-1318), avrättades 1318 på Brunkebergsåsen i efterspelet till Nyköpings gästabud tillsammans med bland annat kung Birger Magnussons drots Johan von Brunkow.
Elin Lydersdotters och hennes brors vapen har troligen hämtats från deras mor.

## Tidigt äktenskap
Elin Lydersdotter gifte sig senast 1336 i en ålder av ca nio år med Johan Öjarsson (Öyarsson; Öiarsson, Öarsson) och blev änka ca 1362, ca 35 år gammal. Hon var mor till Magnus Johansson och syster till Lars Lydersson. Angående den låga åldern vid giftermålet kan det erinras om att heliga Birgitta endast var tretton år då hon mot sin vilja gifte sig.
Johan Öjarsson tillhörde Öjar Niklissons ätt. Det var en frälseätt från Östergötland vars sköld hade en balk med två avhuggna varghuvuden. Johans far Öjar Niklisson (Nilsson) var känd 1297-1345 och beseglade brev åt Sune Sik. Johan Öjarsson ägde strömmen Tannefors i Sankt Lars socken, Linköping samt egendomar bland annat i Nykils socken, Valkebo härad och i Örtomta socken, Bankekinds härad
Johan Öjarssons och Elin Lydersdotters son Magnus Johansson omtalas 1374-1402. Magnus Johanssons dotter Birgitta Magnusdotter var gift med häradshövdingen i Skärkinds härad Knut Nilsson (Gera). Deras son var riksrådet Karl Knutsson (Gera). (Se vidare släkten Gera).

## Vittnesmål inför heliga Birgitta kanonisering
Vid den undersökning som gjordes i Vadstena kloster 1377 under ledning av biskop Valdemar Podepusk från Odense inför den heliga Birgittas kanonisering deltog "högt uppsatta herrar och fruar" från hela Sverige, vilka umgåtts med Birgitta (ca 1303-1373) alltsedan ungdomen. En av dem som avlade vittnesmål i närvaro av biskop Nils Hermansson i Linköping var Elin Lydersdotter (Helena Lyderi), som uppgavs vara dotter till en frälseman, 50 år gammal och änka sedan 15 år. Hon vittnade bland annat om att "Birgitta med sina egna händer delat ut mat till de fattiga".

## Gårdar i Östergötland, Småland och Närke
Vid delningen av Elin Lydersdotters och hennes bror Lars Lyderssons arvegods 1336 framkom att Elin och hennes man fick halva Hamra (Hambrum) i Ekebyborna socken i dåvarande Aska härad i Östergötland dit Ulvåsa senare flyttades, vidare en gård ("curiam") i Byestad i Vetlanda socken i Östra härad och en gård ("curiam") i Ryssby i Möre, båda i Småland samt ett landbohemman i Jäder i Götlunda socken i Glanshammars härad i Närke med mera, medan Rossvik i Husby-Rekarne socken i Södermanland, som bytts bort till Karl Näskonungsson, skulle återgå till Elin och hennes man Johan Öjarsson om de inte var nöjda med de gods som de fick i byte.
I sin doktorsavhandling menar Johan Berg att Elin Lydersdotter "uppenbart efter modern (en Larsdotter med okänt förnamn), ärvt jord i Hamra (med landbor) och Ulvåsa i Ekebyborna socken samt en huvudgård i Möre." Moderns faster (= Lars Bengtssons syster) Ingeborg Bengtsdotter var gift med Johan Ängel den yngre av Finstaätten (son till riddaren Erland Israelsson och Katarina Johansdotter, som var dotter till riddaren Johan Ängel den äldre). Johan Ängel den yngres östgötagods ärvdes av hans kusin, lagmannen i Uppland och riksrådet (från 1297) Birger Persson (Finstaätten) vars dotter heliga Birgitta gifte sig med Ulf Gudmarsson (Ulvåsaätten). Godset kring Ulvåsa var således en "sammansmältning av två släktgods, dels Finstaätten och dels Lars Bengtssons släkt."

## Gåva till Vadstena kloster
Sedan hon blivit änka skänkte 1375 Elin Lydersdotter med samtycke av sin son Magnus Johansson en hustomt och en kvarnström i Duvedal samt 8 attungar i Hamra i Ekebyborna socken till det kloster som höll på att uppföras i Vadstena.